# Janjanbureh Area Council
Der Janjanbureh Area Council (JAC) ist der Regionalrat des südlichen Teil der Central River Region im westafrikanischen Staat Gambia mit Sitz in Janjanbureh auf Janjanbureh Island. Den Rat führt ein Vorsteher (englisch Chairman) an. Seit den Regionalwahlen in Gambia 2018 am 12. Mai 2018, ist Ibrahim Janko Sanneh (United Democratic Party) Amtsinhaber dieser Position.

## Geschichte
Bei den Regionalwahlen 2018 sind folgende Ratsmitglieder gewählt: Ebrima Foon (UDP), Omar Baldeh (GDC), Nuha Jawara (UDP), Galleh Kandeh (GDC), Abdoulie Jallow (GDC), Lamin T. Fatty (UDP), Chendu Boye (GDC), Lamin Camara (UDP), Musa Bah (GDC), Saidou Loum (GDC), Musa Sawaneh (UDP) und Haruna Barry (GDC).